# Myles Hyppolite
Myles Elliot Zach Hippolyte (Londra, 9 novembre 1994) è un calciatore grenadino con cittadinanza britannica, centrocampista dell'AFC Wimbledon e della nazionale grenadina.

## Carriera

### Club
Ha giocato nelle giovanili del Brentford; dopo alcune brevi esperienze nelle serie minori inglesi, con numerosi cambi di maglia lungo la stagione 2013-2014, nel 2014 si è trasferito nella seconda divisione scozzese al Livingston. Ha continuato a giocare in questa categoria per un totale di cinque anni, anche con le maglie di Falkirk, St. Mirren e Dunfermline, vincendo anche un campionato con il St. Mirren nella stagione 2017-2018 ed una Scottish Challenge Cup con il Livingston nella stagione 2014-2015. Successivamente è tornato in Inghilterra, dove ha giocato in quinta divisione con lo Yeovil Town, in quarta divisione con lo Scunthorpe Utd e sia in quinta che in quarta divisione con lo Stockport County (con cui ha anche vinto un campionato di quinta divisione).

### Nazionale
Ha esordito nel 2023 nella nazionale di Grenada.

## Palmarès

### Club

#### Competizioni nazionali
- Scottish Challenge Cup: 1

Livingston: 2014-2015
- Scottish Championship: 1

St. Mirren: 2017-2018
- National League: 1

Stockport County: 2021-2022
- Campionato inglese di quarta divisione: 1

Stockport County: 2023-2024